# 上海日本人倶楽部

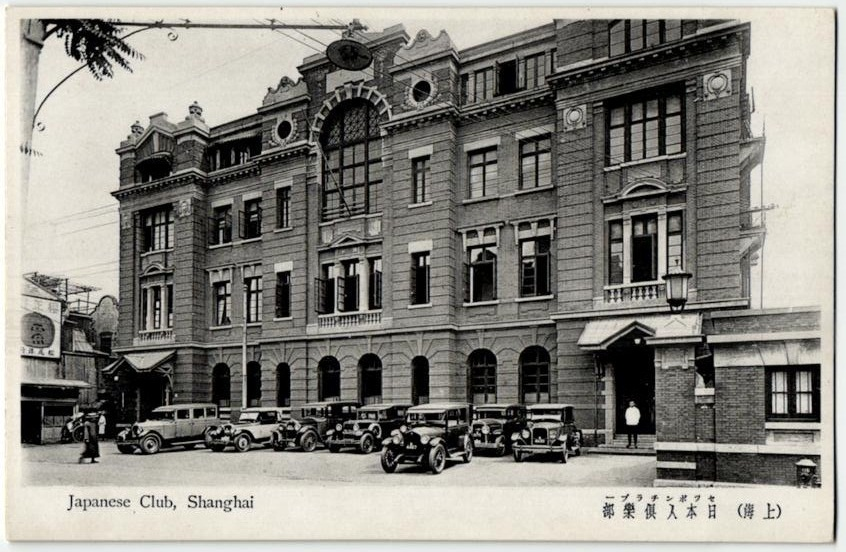
上海日本人倶楽部

上海日本人倶楽部（シャンハイにほんじんクラブ）は、現在の中華人民共和国上海市虹口区にかつて存在した建築物で、すでに取り壊されている。住所表示は塘沽路309号だった。上海日本人倶楽部は1908年に設立し、帝大出身者の赤門倶楽部など、複数の日本人団体が合併して設立した。クラブの会館は1914年に竣工した4階建ての建築である。一階にバー、二階にレストラン、三階に劇場、四階に旅館が設けられた。上海の日本人社会の主な集会所だった。
日中戦争（太平洋戦争）の終戦以降、上海日本人倶楽部は国民政府に接収され、上海市民政局と上海市參議会の庁舎として利用された。中国共産党が上海市を占拠した後、この建築に虹口区人民政府が入居した時期があった。跡地には現在、高層ビルの東泰大厦が建てられている。